# Futbol a Algèria

El futbol és l'esport més popular a Algèria. És dirigit per la Federació Algeriana de Futbol.

## Història

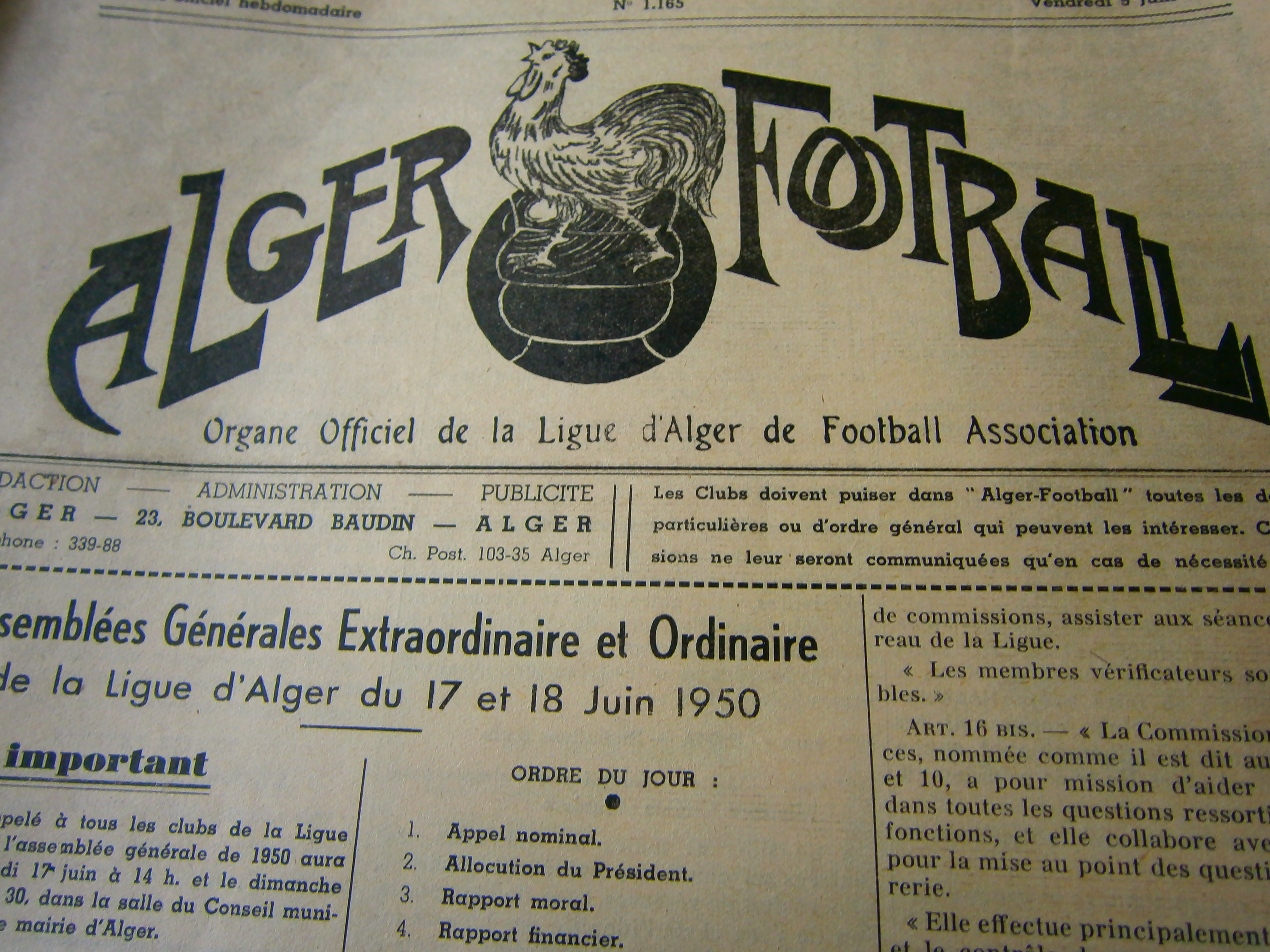
Alger Football, organisme oficial de la Lliga d'Alger de Futbol Associació.

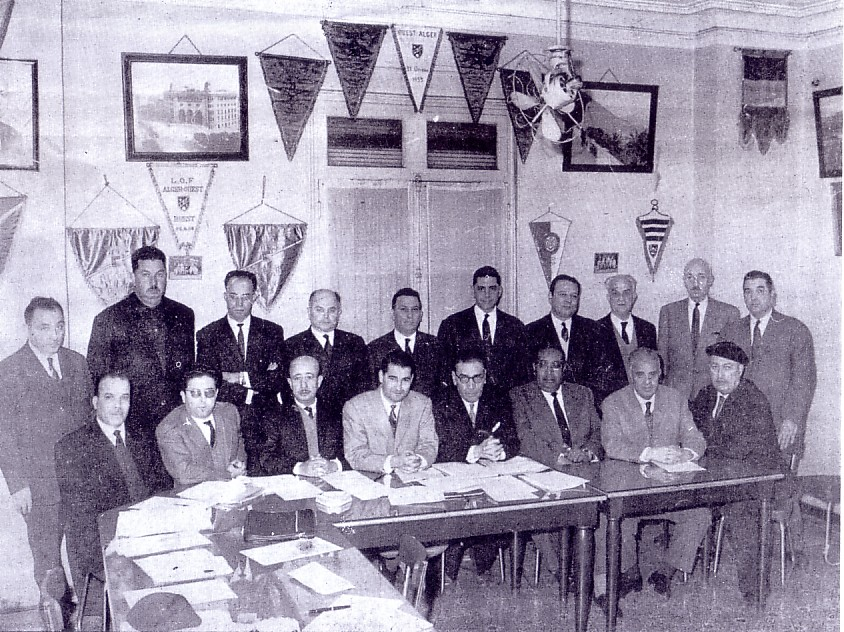
Membres fundadors de la FAF.

El 5 de febrer de 1897, durant l'Algèria francesa, es fundà el primer club del país a Orà, el Club Athlétique Liberté d'Oran (CAL Oran), amb el nom Club Athlétique d'Oran. El mateix any nasqué el Club des Joyeusetés d'Oran. Ambdós clubs foren creats per europeus. El 1898 va ser creat el primer club musulmà, CS Constantine a Constantina, amb el nom IKBAL Emancipation.
El 1911, la Federació Francesa de Futbol creà el Campionat de l'Àfrica del Nord francesa de futbol, que esdevingué tercera divisió francesa. A més es crearen lliges regionals a Alger, Constantina i Orà. Després de la independència es disputà el primer campionat nacinonal el 1962.
El 1958, una selecció algeriana fou creada secretament pel Front Nacional d'Alliberament d'Algèria per servir a la causa nacional. Després de la independència el 1962, la selecció d'Algèria de futbol oficial va néixer. La seva època de major esplendor fou als anys vuitanta, amb homes com Lakhdar Belloumi, Rabah Madjer i Salah Assad. Aquesta selecció es classificà pels Mundials de 1982 i 1986, i més tard pels de 2010 i 2014.

## Competicions
- Lligues:
  - Algerian Ligue Professionnelle 1
  - Algerian Ligue Professionnelle 2

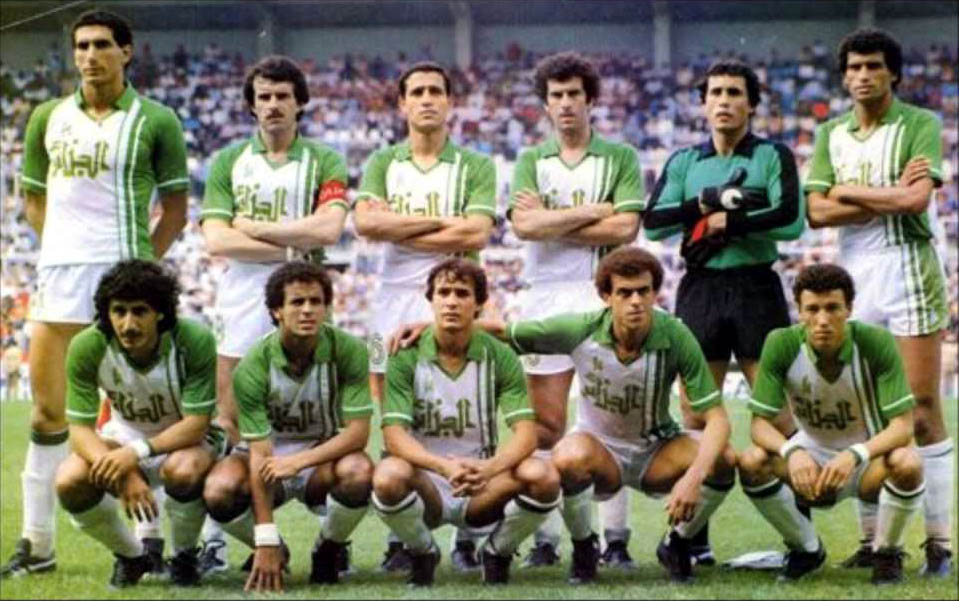
Selecció d'Algèria el 1982.

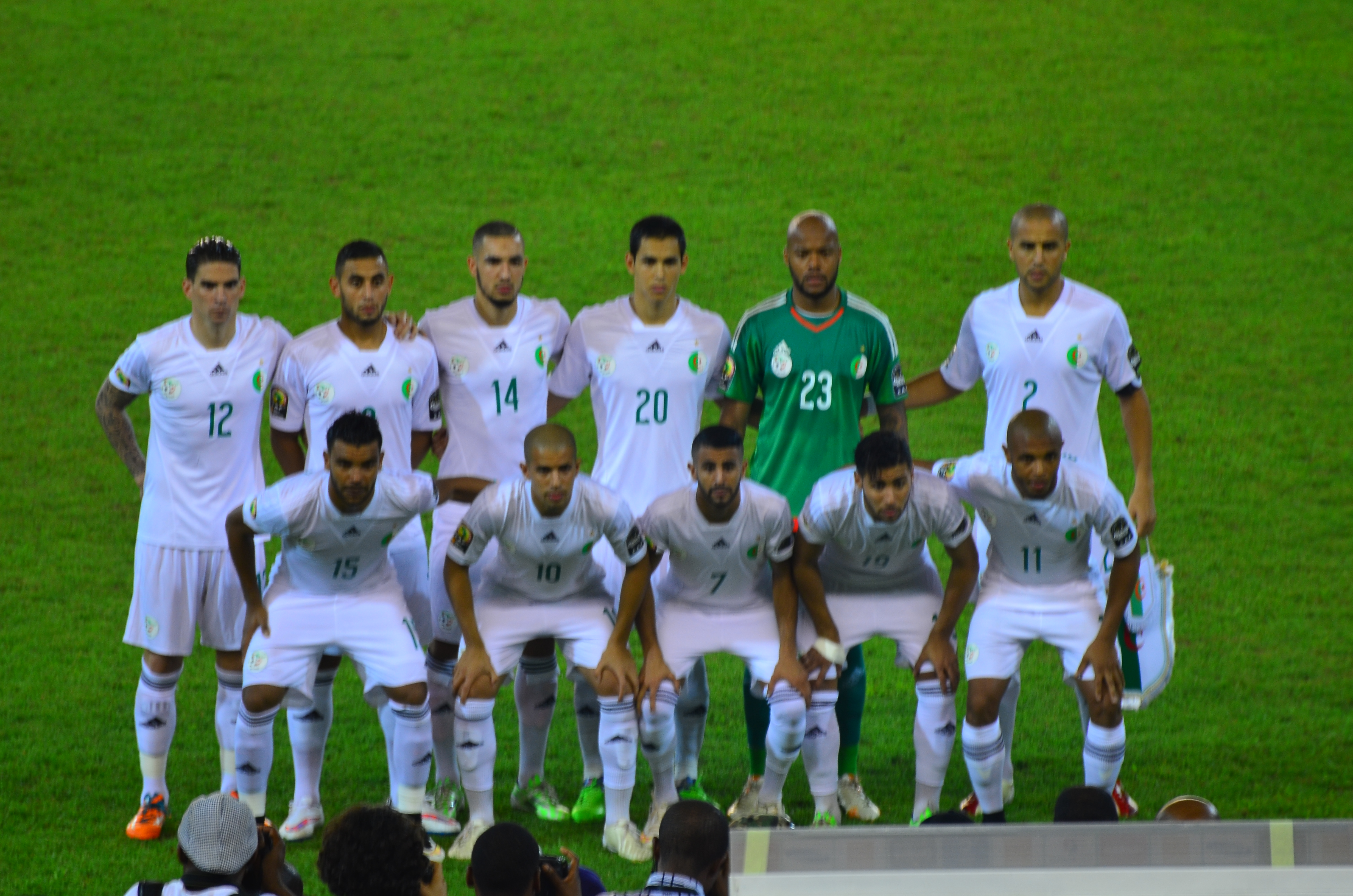
Selecció d'Algèria el 2015.

  - Ligue Nationale du Football Amateur
  - Inter-Régions Division
  - Lliga d'Alger de futbol (desapareguda)
  - Lliga de Constantina de futbol (desapareguda)
  - Lliga d'Orà de futbol (desapareguda)
- Copa:
  - Copa algeriana de futbol
  - Supercopa algeriana de futbol
  - Copa de la Lliga algeriana de futbol (desapareguda)

## Principals clubs
Clubs amb més títols nacionals a 2019.
- Entente Sportive de Sétif
- Jeunesse Sportive de Kabylie
- Mouloudia Club d'Alger
- Union Sportive de la Médina d'Alger
- Chabab Riadhi de Belouizdad
- Mouloudia Club d'Orà
- Widad Athletic Tlemcen
- Union Sportive de la Médina d'El Harrach
- Union Sportive Madinet Bel Abbès
- Club Sportif Constantinois
- Nasr Athlétique de Hussein Dey
- Association Sportive Olympique de Chlef
- HAMRA Annaba
- Raed Chabab Kouba
- Union Sportive des Chaouia
- Mouloudia Olympique de Constantine
- Ghali Club de Mascara
- Jeunesse Sportive Madinet de Béjaïa
- Mouloudia Olympique de Béjaïa
- Chabab Riadhi Béni Thour
- Jil Handassat El Djazaïr
- Mouloudia Club de Saïda

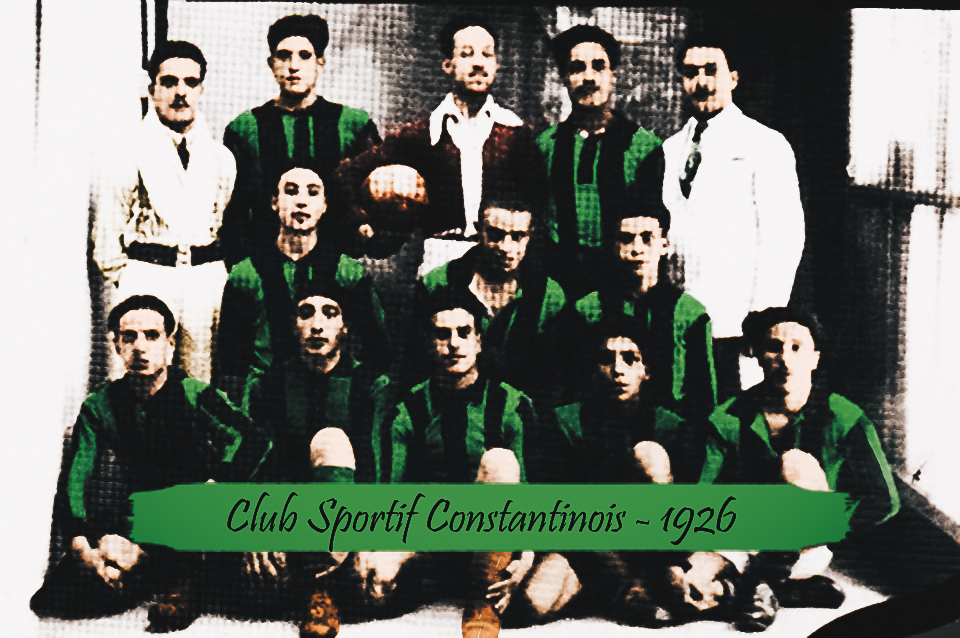
CS Constantina el 1926
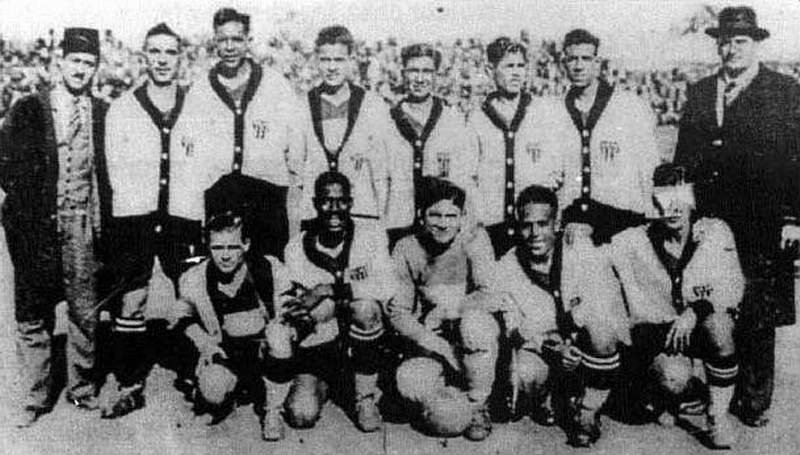
USM Oran el 1939
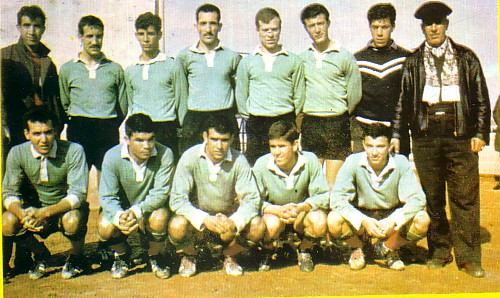
JS Kabylie el 1963
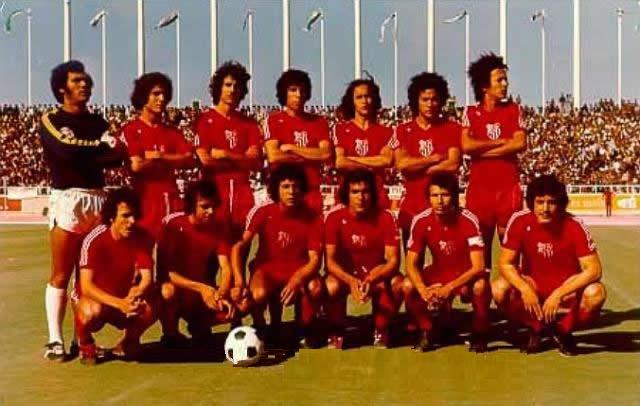
MC Oran el 1975
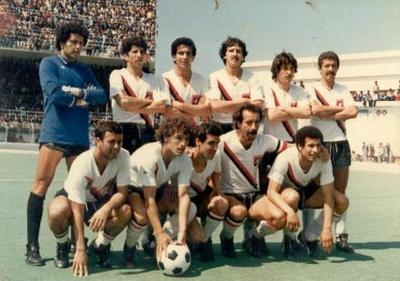
USM Alger el 1979
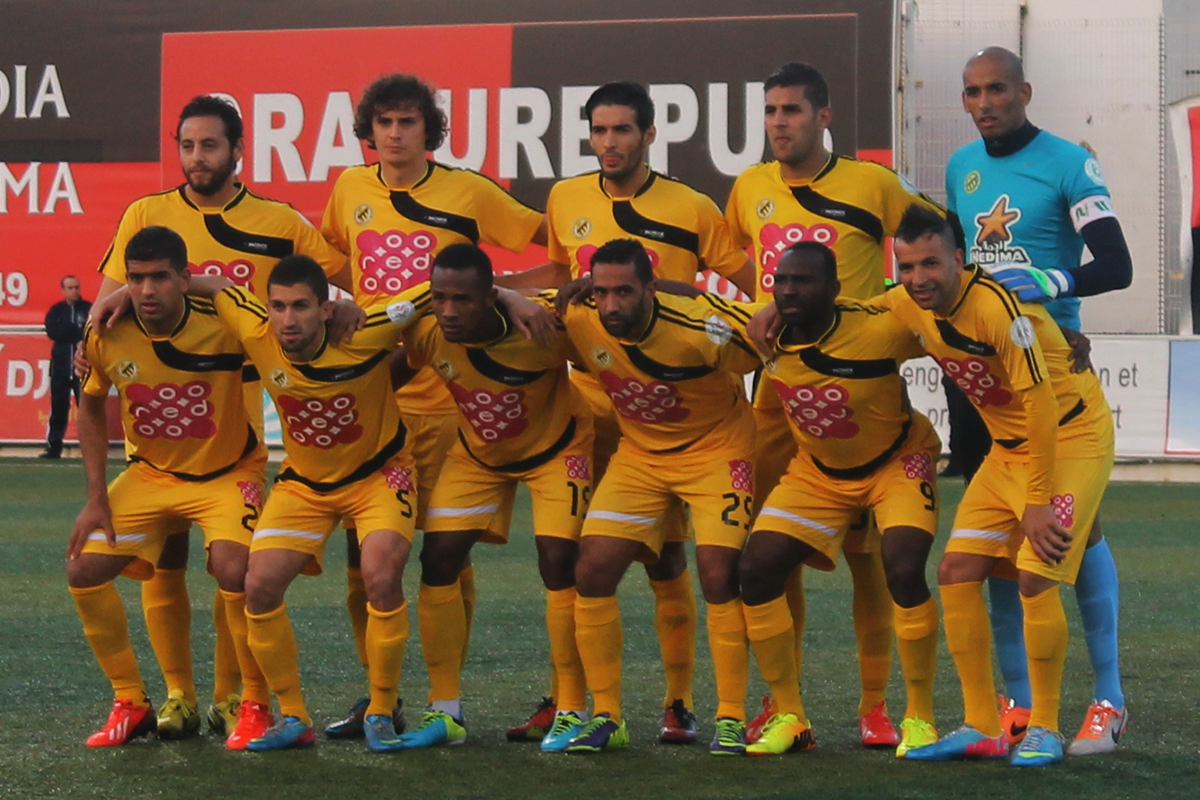
USM El Harrach el 2014

## Jugadors destacats
Fonts:
Des de 1930
- Abdelkader Ben Bouali

Des de 1940
- Marcel Salva

Des de 1950
- Abdelaziz Ben Tifour
- Abderrahmane Boubekeur
- Abderrahman Ibrir
- Mustapha Zitouni

Des de 1960
- Hacene Lalmas
- Georges Lamia
- Rachid Mekhloufi
- Ahmed Oudjani

Des de 1970
- Ali Bencheikh
- Omar Betrouni
- Mehdi Cerbah
- Mustapha Dahleb
- Ali Fergani
- Mahmoud Guendouz
- Miloud Hadefi

Des de 1980
- Salah Assad
- Lakhdar Belloumi
- Noureddine Kourichi
- Rabah Madjer
- Djamel Menad
- Chaabane Merzekane

Des de 1990
- Ali Benarbia
- Tahar Chérif El-Ouazzani
- Mahieddine Meftah
- Moussa Saib

Des de 2000
- Madjid Bougherra
- Yazid Mansouri
- Karim Ziani

Des de 2010
- Yacine Brahimi
- Riyad Mahrez
- Raïs M'Bolhi
- Islam Slimani

## Principals estadis

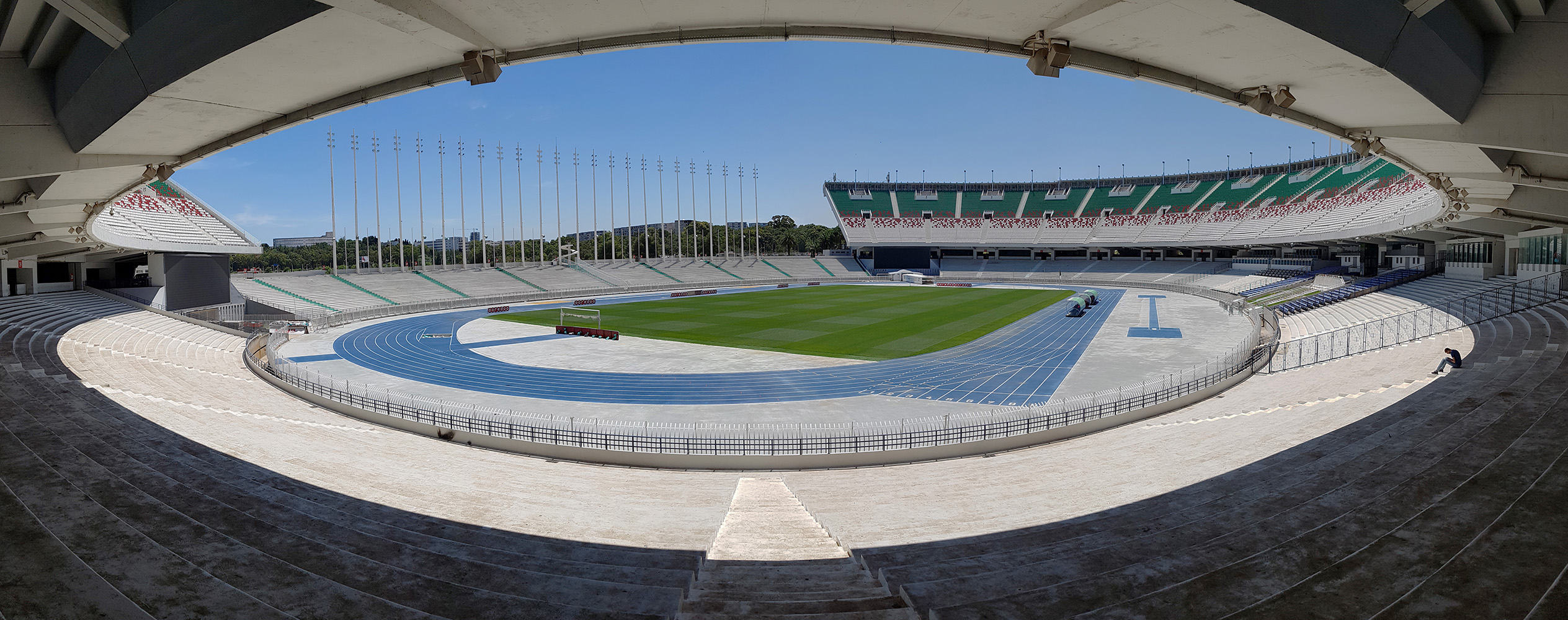
Stade 5 Juillet 1962.

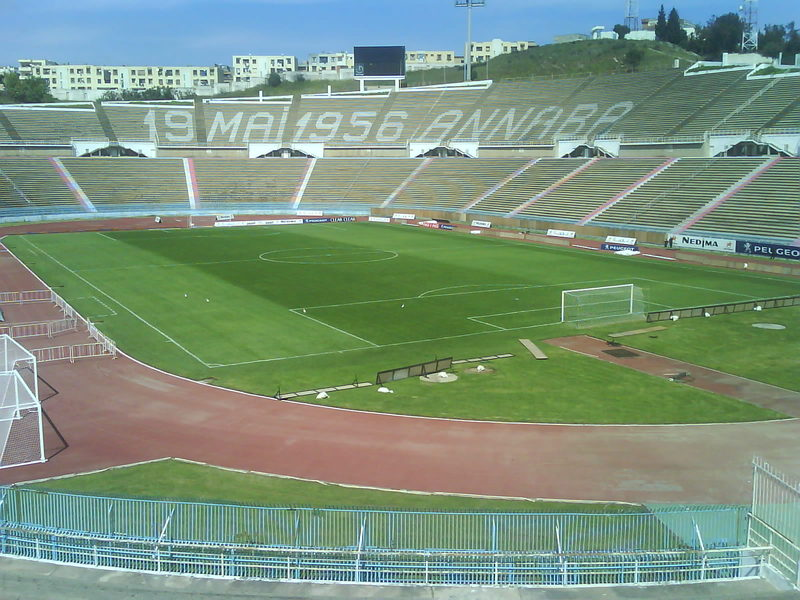
Stade 19 Mai 1956 d'Annaba.

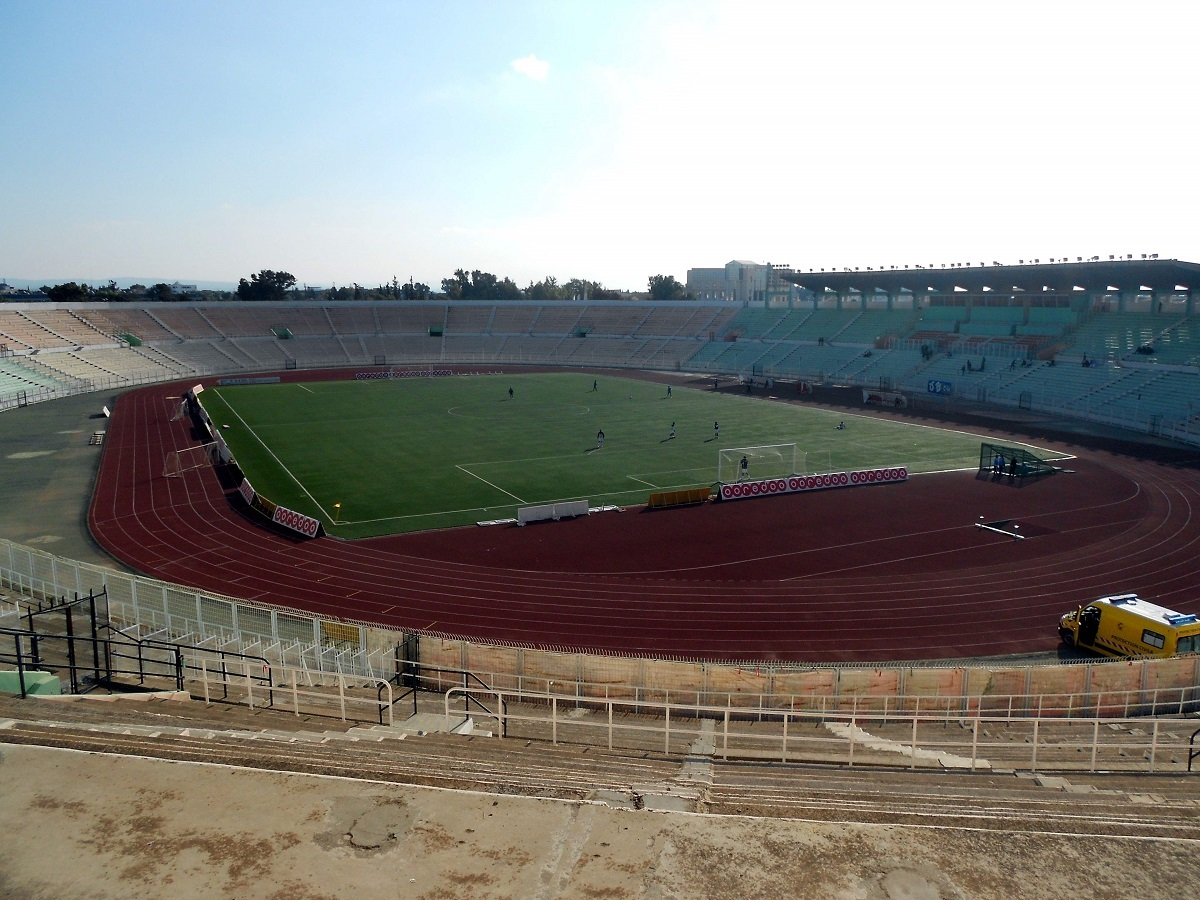
Stade 24 Février 1956.

| # | Estadi                   | Capacitat | Ciutat         |
| - | ------------------------ | --------- | -------------- |
| 1 | Stade du 5-Juillet-1962  | 85.000    | Alger          |
| 2 | Stade du 19-Mai-1956     | 70.000    | Annaba         |
| 3 | Stade du 24-Février-1956 | 45.000    | Sidi Bel Abbès |
| 4 | Stade Ahmed-Zabana       | 40.000    | Orà            |
| 5 | Stade Chahid-Hamlaoui    | 40.000    | Constantina    |
| 6 | Stade Rouibah Hocine     | 35.000    | Jijel          |
| 7 | Stade Mustapha-Tchaker   | 35.000    | Blida          |

En construcció
| # | Estadi                                | Capacitat | Ciutat      | Inauguració |
| - | ------------------------------------- | --------- | ----------- | ----------- |
| 1 | Stade Abdelkader Khalef               | 50:766    | Tizi Ouzou  | 2019        |
| 2 | Grand complexe sportif de Constantine | 50.000    | Constantina | 2022        |
| 3 | Nouveau stade de Sétif                | 50.000    | Sétif       | 2023        |
| 5 | Stade olympique d'Oran                | 40.143    | Bir El Djir | 2019        |
| 4 | Stade de Baraki                       | 40.000    | Baraki      | 2019        |
| 6 | Douera Sportpark Stadium              | 40.000    | Douera      | 2021        |
| 7 | Grand complexe sportif de Chlef       | 40.000    | Chlef       | 2021        |
| 8 | Nouveau stade de Mostaganem           | 35.000    | Mostaganem  | 2021        |